# Wilhelm Reich

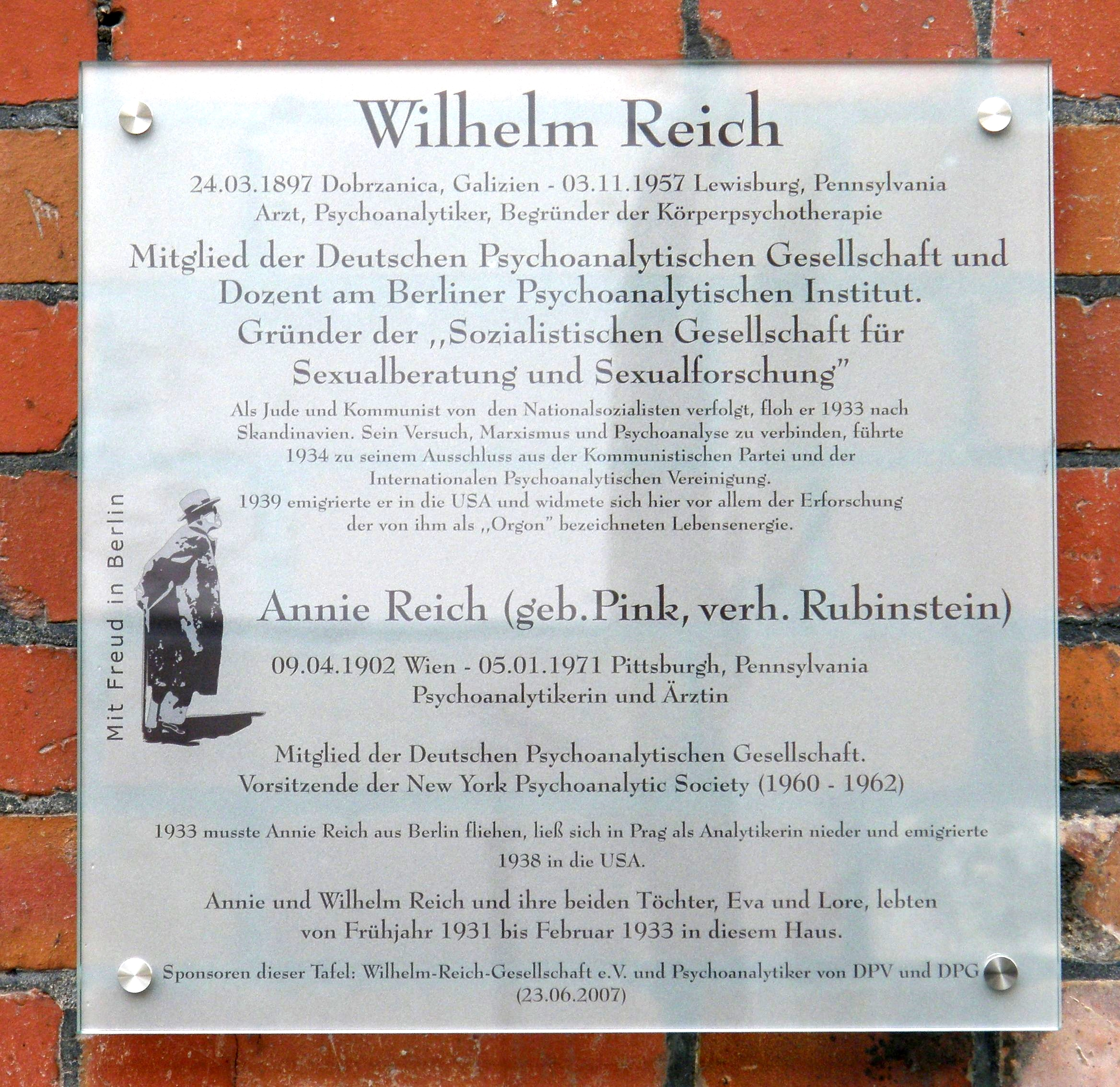
Emléktábla Wilhelm és Anna Reich tiszteletére Berlinben

Wilhelm Reich (Dobzau, Galícia, 1897. március 24. – Lewisburg, Pennsylvania, 1957. november 3.) osztrák-amerikai pszichiáter és pszichoanalitikus, a pszichiátria történetének egyik legradikálisabb és legvitatottabb alakja. Számos nevezetes könyv szerzője, többek között 'A fasizmus tömegpszichológiája' (The Mass Psychology of Fascism) és a 'Karakteranalízis' (Character Analysis) c. munkájáról ismert, mindkettőt 1933-ban publikálta.
Az 1920-as években együtt dolgozott Sigmund Freuddal. Élete legnagyobb részében elismert analitikus volt, munkáinak középpontjában főleg inkább a karakterstruktúra állt, mintsem az egyéni neurotikus szimptómák.
Megpróbálta összeegyeztetni a marxizmust és a pszichoanalízist, arra alapozva, hogy a neurózis a páciens fizikai, szexuális, gazdasági és szociális kondícióiban gyökerezik; támogatta a kamaszkori szexualitást, a fogamzásgátlók engedélyezését, az abortuszt, a válást, hangsúlyozta a nők gazdasági függetlenségének fontosságát.
Tevékenysége hatással volt a kor értelmiségére – pl. Saul Bellow, William S. Burroughs, Paul Edwards, Norman Mailer, A.S. Neill munkásságára. Olyan innovációk létrejöttét inspirálta, mint Fritz Perls Gestalt terápiája, Alexander Lowen bioenergetikai analízise és Arthur Janov „ősterápiája”.
Későbbi életében megosztó figurává vált, imádói és utálói egyaránt akadtak. Elkezdte megszegni a pszichoanalízis néhány kulcsfontosságú tabuját: a terápiák közben hozzáért a páciensekhez és a kezelés alatt a betegek alsóneműben voltak, hogy megjavuljon az „orgasztikus potenciájuk”.
Azt állította, hogy felfedezett egy ősi kozmikus energiát: ez az, amit mások Istennek neveznek, és amit ő „orgon”-nak hívott. „Orgon energia-akkumulátorokat” épített, amibe beleülve állítólag páciensei egészségére jótékony hatással volt; újságokban történeteket közölt a „szexfülkékről”, amik gyógyítják a rákot.
Reich Németországban élt, amikor Adolf Hitler hatalomra jutott 1933 januárjában. Március 2-án a náci újság, a Völkischer Beobachter hasábjain támadást intézett Reich egyik pamfletje, 'A fiatalság szexuális küzdelme' (Der sexuelle Kampf der Jugend) ellen.
Wilhelm gyorsan Bécsbe menekült, majd Skandináviába, 1939-ben pedig az Egyesült Államokba. 1947-ben a The New Republic és a Harper’s egy sor orgonról szóló cikket jelentetett meg. A U.S Food és Drug Administration (FDA) tiltó végzést adott ki az orgon akkumulátorok államok közötti árusításáról, majd vádat emeltek Wilhelm ellen ennek semmibe vételéért. Reich önmagát védte, amely során a bírót elküldte, hogy olvassa el a könyveit, és azzal érvelt, hogy a bíróságnak nincs joga tudományos kérdésekben dönteni.
2 év börtönre ítélték, és 1956 augusztusában több tonnányi írását égette el az FDA – a cenzúra egyik legrosszabb példájaként az Egyesült Államok történetében. Wilhelm alig egy évvel később a börtönben halt meg szívelégtelenség miatt, pár nappal feltételes szabadlábra helyezésre előtt.

## Élete és munkássága
Már tanulmányai alatt kapcsolatba lépett Sigmund Freuddal és 1920-ban tagja lett a Bécsi Pszichoanalitikus Egyesületnek. Egy ideig fényesnek tűnő pszichoanalitikusi karrierje 1934-ben a Nemzetközi Pszichoanalitikai Egyesületből (IPV) való kizárással végződött.
Reich munkásmozgalmi ténykedése 1927-ben kezdődött és 1933-ban ért véget (ugyancsak egy kizárással: a Németország Kommunista Pártjából (KPD).
Reich 1937-ben, mialatt Norvégiában élt, találkozott Alexander Sutherland Neil-lel, a híres Summerhill iskola alapítójával, akihez élete végéig barátság fűzte. Levelezésük külön kötetben is megjelent.
Az emigráció nehézségei alatt – 1934-től Norvégiában, 1939-től az USA-ban – kezdte meg Reich pszichológiai és szociológiai ismereteit saját pszichológiai, biológiai, később pedig fizikai kutatásokkal is alátámasztani. Egyrészt kifejlesztette fizioterápiás technikáját (a pszichoanalízisből kialakult „karakteranalízist”) az egész organizmus, különösen vegetatív funkcióinak bevonásával a „vegetoterápiáig” (amiért ma gyakran a „testpszichoterápia atyjaként” jellemzik); másrészt célzatos kísérleti kutatással mind elemibb területekre tört, amíg felfedezni vélte az általa „orgon”-nak nevezett „primordiális” kozmikus energiát.

### A vegetoterápia és az orgazmus
Vegetoterápiájának alapelveit először a Psychic contact and vegetative current ('Pszichikai kontaktus és vegetatív áramlás') tanulmányában mutatta be 1934 augusztusában a Pszichoanalízis 13. Internacionális Kongresszusán Svájcban, és 1935-1940 között fejlesztette tovább.
A vegetoterápia magába foglalja a páciens fizikai stimulálását bizonyos érzelmi behatások útján. Reich azzal érvelt, hogy a szexuális vágy érzésére való képesség a szeretkezésre való fizikai képességétől függ, amit „orgasztikus potenciálnak” hívott. Megpróbálta felmérni a férfi orgazmust, lejegyezve, hogy négy különböző fázis megy végbe fiziológiailag: az első, a pszichoszexuális feszültség; a második, a pénisz megduzzadása, egy kísérő töltéssel, amit Reich elektromos úton mért; a harmadik, az orgazmus pillanatában lejátszódó elektromos kisülés/elsülés; és a negyedik, a pénisz elernyedése/visszatérése nyugalmi állapotba. Reich hitte, hogy az általa mért erő az energia egy külön típusa, ami jelen van minden életformában.
Az európai pszichoanalitikus folyóiratok termékeny írója volt. Eredetileg a pszichoanalízis a neurotikus zavarok kezelésére fókuszált, 'Karakteranalízis' (Character Analysis) c. munkája jelentős lépés volt a mai ego-pszichológia kialakulásában. Reich megítélése szerint nem csak az egyéni szimptómák vizsgálhatók és kezelhetők, mint neurotikus jelenségek, hanem az ember egész karaktere.
A könyv Reich „testpáncél” (body armor) teóriáját is bemutatta. Eszerint a feloldatlan pszichoszexuális energia valóságos fizikai blokkokat generálhat az izmokban és a szervekben, és hogy ezek, valamiféle „testpáncélként” megakadályozzák az energia felszabadulását. Szerinte az orgazmus az egyetlen út e páncél áttöréséhez. Ez az elmélet az alapja ama ismert teóriának, hogy az egészséges szexuális élet szerepe igen fontos feltétele az általános jó közérzetnek. Ez Freud nézeteivel is egybevág.
Elmélete szerint az orgazmus nem egyszerűen egy kellék, ami elősegíti a nemzést, hanem a test érzelmi energia-szabályzója. A jobb orgazmus több energiát szabadít fel, a kevésbé jó neurotikus állapotokat idéz elő. Reich az orgazmus alatti kielégítő energia felszabadítására való képességet „orgasztikus potenciálnak” nevezte. Ezt nagyon kevés ember képes elérni – érvei szerint –, a társadalom szexuális elnyomása miatt. Egy férfi vagy egy nő, akinek nincs orgasztikus potenciálja, állandó feszültségi állapotban van, amit a létrejövő testpáncél bezár. A külső ridegség és a belső szorongás a neurózis állapota, ami végül gyűlölethez, szadizmushoz, mohósághoz, fasizmushoz, antiszemitizmushoz vezet.
Egyetértett Freuddal abban, hogy a mentális betegségek eredete a szexuális fejlettséggel van összefüggésben. Mindketten hitték, hogy a legtöbb pszichológiai állapotot tudatalatti folyamatok irányítják, és hogy a gyermeki szexualitás korán kifejlődik, de elfojtottan van jelen, és ennek meghatározó következményei vannak a mentális egészségre nézve.
Ebben az időben marxista elveket vall: azzal érvel, hogy a szexuális elfojtás forrása a burzsoá erkölcsi felfogás és közgazdasági struktúrák eredménye. Mivel a neurózis oka a szexuális elfojtás, a legjobb gyógymód erre az aktív, bűntudatmentes szexuális élet. Érvei szerint egy efféle felszabadulás csak olyan erkölcsi felfogásból jöhet, amire nem jellemző az elnyomó gazdasági struktúra.
1928-ban csatlakozott az Osztrák Kommunista Párthoz és megalakította a 'Szexuális Tanácsadás és Kutatás Szocialista Egyesületét' (Association for Sexual Counseling and Research), ami tanácsadó központokat alakított a dolgozók számára.

### Meztelenség és érintés a kezelések alatt
1930-tól kezdve Reich kezdett több figyelmet fordítani betegei fizikai reakcióira a terápiás ülések alatt, és az 1930-as évek vége felé a pszichoanalízis megkötéseit átlépve kezdte el kezelni a pácienseit, habár még az általános orvostudomány hatáskörén belül.
Nem a betegek mögé ült, hanem a közvetlen közelükbe, erőteljesebb kontaktus kialakításának célzatával. Elkezdte megérinteni őket, ezekkel növelve a feszültséget és az (izom)összehúzódások érzetét, majd enyhíteni azokat.
Megkérte a férfi pácienseket, hogy vetkőzzenek le alsónadrágra, esetleg teljesen meztelenre, a női páciensek pedig fehérneműre. Elkezdett beszélni hozzájuk, a szokásos „Miért kérdezi ezt?” analitikus felelet helyett pedig inkább válaszolt a kérdéseikre.
A pszichoanalízis nézőpontja szerint ez az eljárás aláássa a pszichiáter semleges pozícióját. Az elfogadott álláspont, hogy az orvos egy üres képernyő, amire a beteg kivetítheti régi vágyait, szerelmeit, utálatának tárgyait, a neurózisait – ezt a folyamatot transzferenciának is nevezik.
Reich szerint viszont a pszichoanalízis tabui csak megerősítik a betegek neurotikus tabuit, így hát lassanként szakított ezekkel. Azt akarta, hogy a páciensei emberi valójában lássák őt, mint írja.
Intenzív behatást gyakorolt „testpáncéljukra”: a hüvelykujjával vagy a tenyerével nyomást gyakorolt az állkapcsukra, nyakukra, mellkasukra, hátukra vagy combjukra, amíg az izmok ellazultak, ezáltal a vonásaik, a merevségük is enyhült, a mozgásuk lágyult, a légzésük lecsillapodott. A „testpáncél” megszűntével azok az elfojtott gyerekkori emlékek is visszajöttek, amik ezt okozták, és ha a terápia terv szerint működött, láthatta, ahogy a gyönyör hulláma végigfut a testükön, váratlan sorozatokban, önkéntelen mozdulatokkal. Reich ezt „orgazmus-reflexnek” hívta.
Terápiájának célja hogy páciense a terápiák alatt elérje az orgazmus-reflexet, közösülés közben pedig az "orgasztikus potenciált".
Az energia áramlását – amit saját bevallása szerint páciensei testében fedezett fel –, "bio-elektromosság"-nak nevezte, valamint azt fontolgatta, hogy terápiáját "orgazmustáterápia"-nak kereszteli, de politikai okokból jobb nevet kellett találnia.

## Könyvei
A magyarországi nyilvános könyvtárakban német és angol nyelven hozzáférhetők a művei, magyarra nem fordították le.

### Németül
- Der triebhafte Charakter : Eine psychoanalytische Studie zur Pathologie des Ich, 1925
- Die Funktion des Orgasmus : Zur Psychopathologie und zur Soziologie des Geschlechtslebens, 1927
- Dialektischer Materialismus und Psychoanalyse, 1929
- Geschlechtsreife, Enthaltsamkeit, Ehemoral : Eine Kritik der bürgerlichen Sexualreform, 1930
- Der Einbruch der Sexualmoral : Zur Geschichte der sexuellen Ökonomie, 1932
- Charakteranalyse : Technik und Grundlagen für studierende und praktizierende Analytiker, 1933
- Massenpsychologie des Faschismus, 1933 (original Marxist edition, banned by the Nazis and the Communists)
- Was ist Klassenbewußtsein? : Über die Neuformierung der Arbeiterbewegung, 1934
- Psychischer Kontakt und vegetative Strömung, 1935
- Die Sexualität im Kulturkampf : Zur sozialistischen Umstrukturierung des Menschen, 1936
- Die Bione : Zur Entstehung des vegetativen Lebens, 1938

### Angolul
- American Odyssey: Letters and Journals 1940-1947 (posztumusz)
- Beyond Psychology: Letters and Journals 1934-1939 (posztumusz)
- The Bioelectrical Investigation of Sexuality and Anxiety
- The Bion Experiments: On the Origins of Life
- The Function of the Orgasm, 1942, ford. Theodore P. Wolfe
- The Cancer Biopathy (1948)
- Character Analysis (fordítás:Charakteranalyse, 1933, ford. Theodore P. Wolfe)
- Children of the Future: On the Prevention of Sexual Pathology
- Contact With Space: Oranur Second Report (1957)
- Cosmic Superimposition: Man's Orgonotic Roots in Nature (1951)
- Concerning Specific Forms of Masturbation (essay)
- Ether, God and Devil (1949)
- Genitality in the Theory and Therapy of Neuroses (a német eredeti fordítása: Die Funktion des Orgasmus, 1927)
- The Invasion of Compulsory Sex-Morality (fordítás és ellenőrzött változat: Der Eindruch der Sexualmoral, 1932)
- Listen, Little Man! (1948, ford. Theodore P. Wolfe)
- The Mass Psychology of Fascism (a német nyelvű könyv ellenőrzött fordítása: Massenpsychologie des Faschismus, 1933, ford. Theodore P. Wolfe)
- The Murder of Christ (1953)
- The Oranur Experiment
- The Orgone Energy Accumulator, Its Scientific and Medical Use (1948)
- Passion of Youth: An Autobiography, 1897-1922 (posztumusz)
- People in Trouble (1953)
- Record of a Friendship: The Correspondence of Wilhelm Reich and A.S. Neill (1936–1957)
- Reich Speaks of Freud (Interview by Kurt R. Eissler, letters, documents)
- Selected Writings: An Introduction to Orgonomy
- Sexpol. Essays 1929-1934 (ed. Lee Baxandall)
- The Sexual Revolution (a német nyelvű könyv fordítása: Die Sexualität im Kulturkampf, 1936, ford. Theodore P. Wolfe)
- The Einstein Affair (1953)

## Fordítás
- Ez a szócikk részben vagy egészben  a   Wilhelm Reich című angol Wikipédia-szócikk fordításán alapul.  Az eredeti cikk szerkesztőit annak laptörténete sorolja fel. Ez a jelzés csupán a megfogalmazás eredetét és a szerzői jogokat jelzi, nem szolgál a cikkben szereplő információk forrásmegjelöléseként.